# Kosmatsch (Kossiw)
Kosmatsch (ukrainisch und russisch Космач, polnisch Kosmacz) ist ein in der Westukraine liegendes Dorf mit etwa 2000 Einwohnern.  Es liegt etwa 20 Kilometer westlich der Rajonshauptstadt Kossiw am  Ufer der Pistynka (Пістинька) und ist auf Grund seiner Streusiedlungsanlage das flächenmäßig größte Dorf der Ukraine.

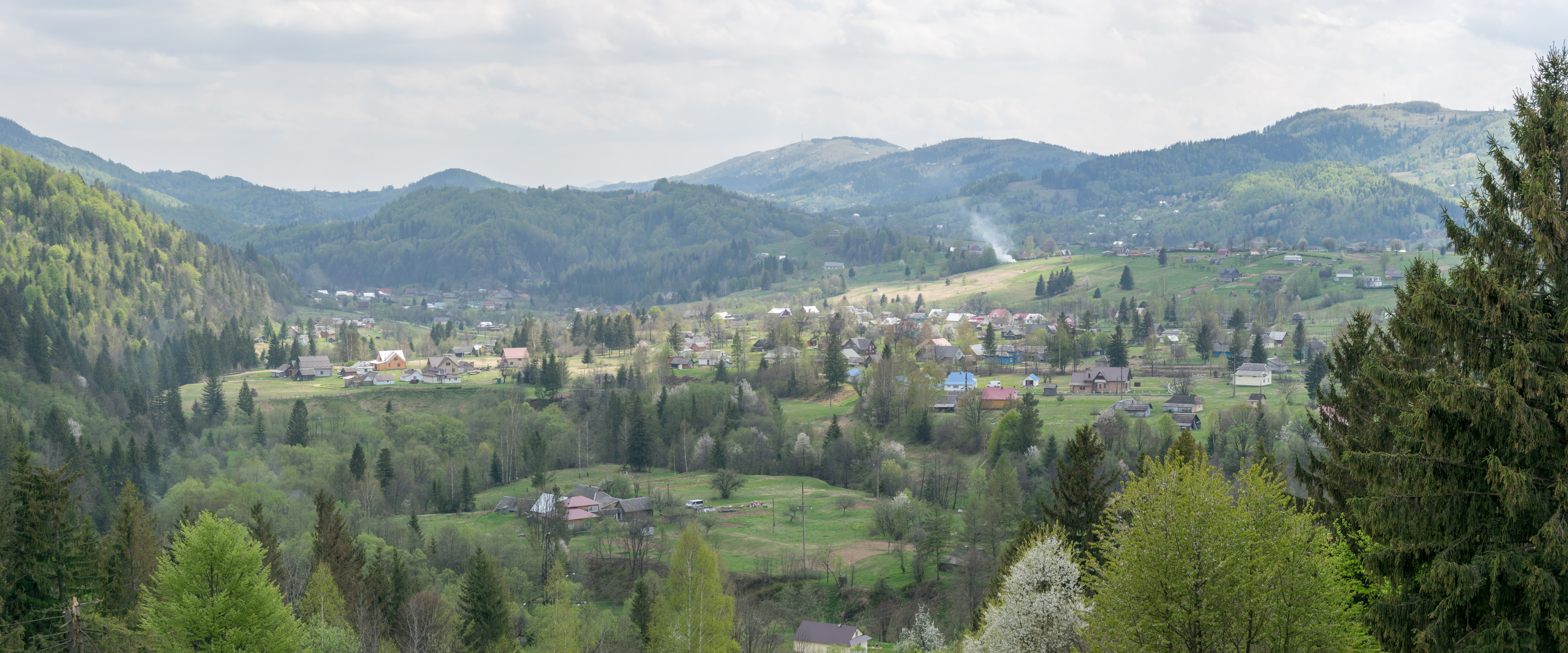
Blick auf den Ort

## Geschichte
Die Ortschaft wurde 1412 zum ersten Mal schriftlich erwähnt. 1745 wurde der Anführer der antifeudalen Bauernaufstandsbewegung Opryschky Oleksa Dowbusch in dem, zu der Zeit im Halitschen Land, Woiwodschaft Ruthenien, Polen-Litauen gelegenen Dorf ermordet.
Nach den Polnische Teilungen lag es bis 1918 im österreichischen Kronland Galizien (zuletzt im Bezirk Kosów), danach kurzzeitig in der Westukrainischen Volksrepublik und von 1920 bis 1939 in der Zweiten Polnischen Republik (Woiwodschaft Stanislau, Powiat Kołomyja, Gmina Kosmacz). Von 1939/1945 an lag es als Teil der Sowjetunion innerhalb der Ukrainischen SSR und seit dem Zerfall der Sowjetunion 1991 liegt es in der unabhängigen Ukraine.

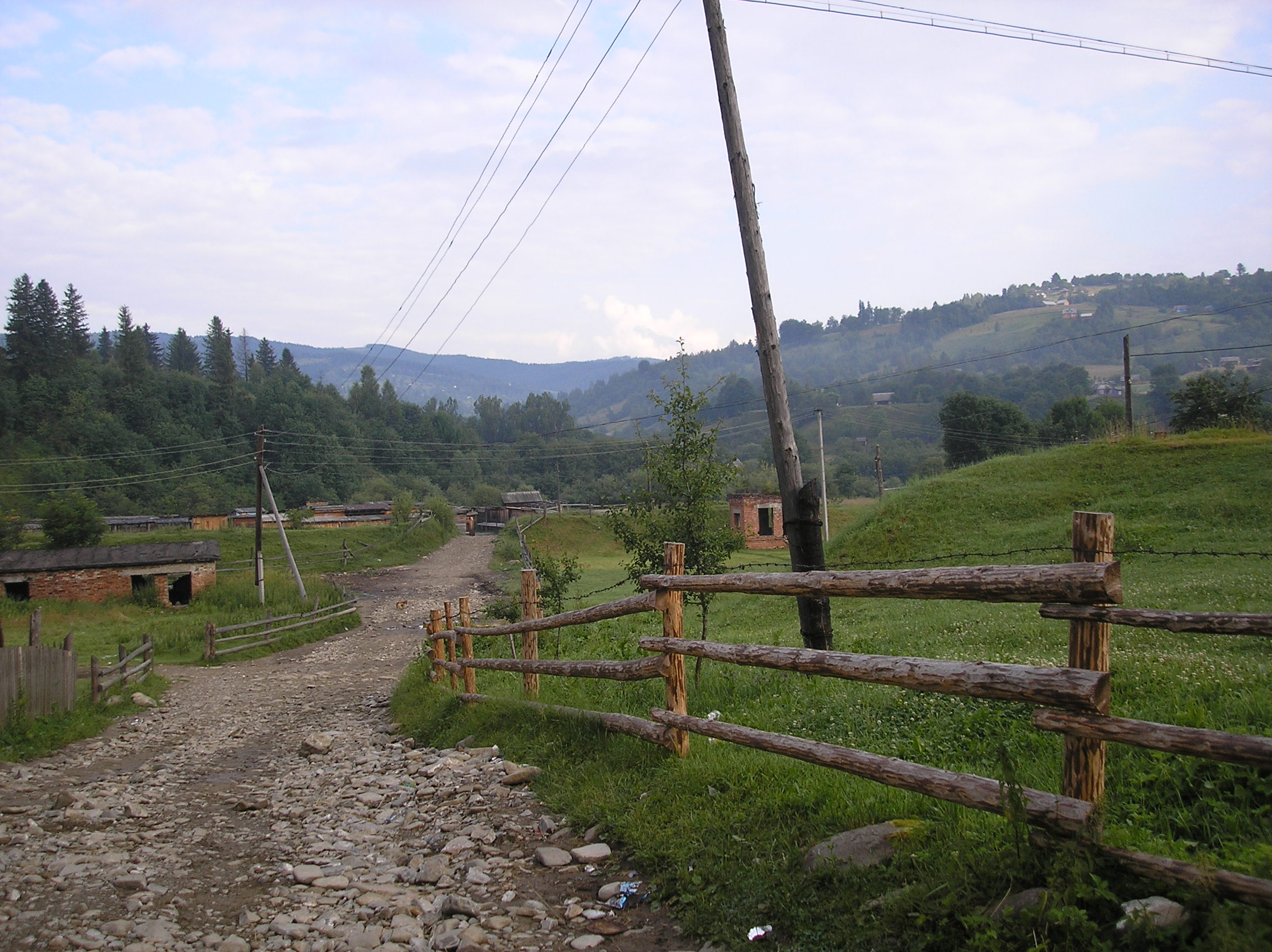
Typischer Weg im Ort

1940 wurde ihr der Status einer Siedlung städtischen Typs verliehen, dieser aber in den 1950er Jahren wieder aberkannt, seither ist der Ort ein einfaches Dorf.

## Verwaltungsgliederung
Am 13. September 2016 wurde das Dorf zum Zentrum der neu gegründeten Landgemeinde Kosmatsch (Космацька сільська громада/Kosmazka silska hromada), zu dieser zählten auch die 2 in der untenstehenden Tabelle aufgelisteten Dörfer, bis dahin bildete es die Landratsgemeinde Kosmatsch (Космацька сільська рада/Kosmazka silska rada) im Westen des Rajons Kossiw.
Folgende Orte sind neben dem Hauptort Kosmatsch Teil der Gemeinde:
| Name                     | Name       | Name      | Name      | Name |
| ukrainisch transkribiert | ukrainisch | russisch  | polnisch  |      |
| ------------------------ | ---------- | --------- | --------- | ---- |
| Brustury                 | Брустурів  | Брустуры  | Brustury  |      |
| Prokurawa                | Прокурава  | Прокурава | Prokurawa |      |

## Persönlichkeiten
- Omeljan Kowtsch (1884–1944), griechisch-katholischer Geistlicher, NS-Opfer, Seliger der katholischen Kirche